# Le stanze illuminate
Le stanze illuminate è il terzo romanzo dello scrittore di origine sudafricana Richard Mason. Un omaggio alla storia del suo Paese, intreccia le vicende attuali di un'anziana donna residente a Londra con quelle dei suoi antenati vittime della guerra anglo-boera, attraverso un viaggio nei ricordi intrecciati alle pagine di un diario. Il libro è inoltre una riflessione sulla vecchiaia, sullo scontro, che gli anziani vivono, tra mondo interiore e mondo esteriore.

## Trama
Nella Londra del 2004, Eloise, una donna cinquantenne la cui vita è votata agli hedge fund nel settore dei minerali, deve trovare una sistemazione per l'anziana madre Joan. Da qui prende l'avvio la narrazione delle vicende delle due donne: la prima alle prese con un rischioso investimento che finisce per mettere in discussione non solo la sua carriera, ma anche la sua storia personale e i suoi affetti; la seconda sulle tracce del proprio passato e di quello della sua famiglia e del suo Paese (il Sudafrica dei primi del '900), mentre nel presente è costretta ad adattarsi alla tirannia della vita in ospizio.

## Personaggi
- Joan Mc Allister
- Eloise Mc Allister

## Edizioni
- Richard Mason, Le stanze illuminate, traduzione di Giovanna Scocchera, collana I coralli, Einaudi, 2008,  p. 495, ISBN 88-06-19003-2.